# Павловский район (Алтайский край)
Па́вловский райо́н — административно-территориальное образование (сельский район) и муниципальное образование (муниципальный район) в  Алтайском крае России.
Административный центр — село Павловск, расположенное в 59 км от Барнаула.

## География
Район расположен в северной части края. Граничит с Калманским, Тальменским, Топчихинским, Ребрихинским, Шелаболихинским районами края и г. Барнаулом.
Площадь — 2230 км².

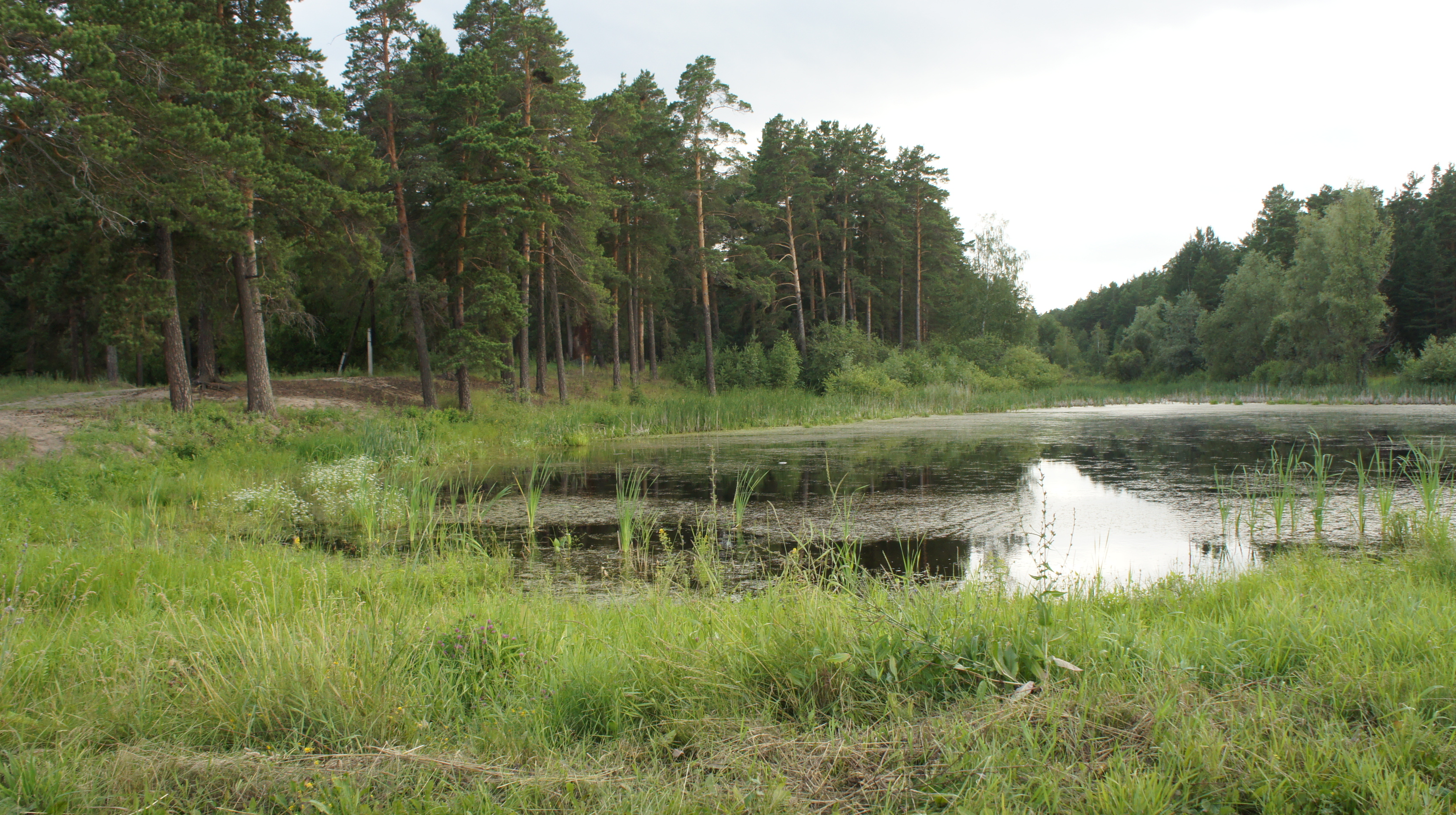
Небольшое лесное озеро в ленточном бору на окраине Павловска

Климат континентальный. Средняя температура января −18,6ºС, июля +20ºС. Годовое количество атмосферных осадков — 370 мм. Почвы — чернозёмы, выщелоченные обыкновенные, лугово-чернозёмные, светло-серые лесные, пойменные луговые, в южной части — солонцы.
По территории района протекает река Обь и её притоки Касмала и Барнаулка. Расположены два ленточных бора — Касмалинский и Барнаульский. Произрастают сосна, берёза, осина, тополь, ива. Из зверей обитают — лиса, заяц, лось, белка, корсак, бурундук, барсук. Из птиц — гусь, утка, голубь лесной.
В районе 35 населённых пунктов, наиболее крупные - Новые Зори, Черёмное, Комсомольский, Прутской, Колыванское, Шахи, Лебяжье.

## История
Район образован в 1925 году. 15 января 1944 года 6 сельсоветов Павловского района были переданы в новый Шелаболихинский район. 20 декабря 1957 года к Павловскому району была присоединена часть территории упразднённого Чесноковского района.

## Население
| 1959    | 1996    | 1997    | 1998    | 1999    | 2000    | 2001    |
| ------- | ------- | ------- | ------- | ------- | ------- | ------- |
| 36 431  | ↗41 200 | ↘40 900 | ↗41 000 | ↗41 300 | →41 300 | ↗41 400 |
| 2002    | 2003    | 2004    | 2005    | 2006    | 2007    | 2008    |
| →41 400 | ↗41 465 | ↘41 182 | ↗41 409 | ↗41 756 | ↗42 211 | ↗42 790 |
| 2009    | 2010    | 2011    | 2012    | 2013    | 2014    | 2015    |
| ↘42 307 | ↘40 235 | ↗40 286 | ↘40 254 | ↗40 506 | ↗40 831 | ↘40 775 |
| 2016    | 2017    | 2018    | 2019    | 2020    | 2021    | 2024    |
| ↗40 835 | ↘40 727 | ↘40 297 | ↘39 393 | ↘38 968 | ↗39 526 | ↘38 447 |

### Национальный состав[20]
| национальность | мужчин | женщин | всего  | %    |
| -------------- | ------ | ------ | ------ | ---- |
| русские        | 18 055 | 20 587 | 38 642 | 93,1 |
| немцы          | 620    | 668    | 1 288  | 3,1  |
| украинцы       | 293    | 309    | 602    | 1,45 |
| белорусы       | 64     | 69     | 133    | 0,32 |
| азербайджанцы  | 78     | 51     | 129    | 0,31 |
| армяне         | 67     | 37     | 104    | 0,25 |
| казахи         | 49     | 40     | 89     | 0,21 |
| татары         | 48     | 34     | 82     | 0,2  |
| итого:         | 19 502 | 21 993 | 41 495 | 100  |

## Административно-муниципальное устройство
Павловский район с точки зрения административно-территориального устройства края включает 15 административно-территориальных образований — 15 сельсоветов.
Павловский муниципальный район в рамках муниципального устройства включает 15 муниципальных образований со статусом сельских поселений:
| №  | Сельское поселение       | Административный центр | Количество населённых пунктов | Население (чел.) | Площадь (км²) |
| -- | ------------------------ | ---------------------- | ----------------------------- | ---------------- | ------------- |
| 1  | Арбузовский сельсовет    | ж.д. станция Арбузовка | 4                             | ↘972             | 114,78        |
| 2  | Бурановский сельсовет    | посёлок Бурановка      | 1                             | ↗824             | 98,34         |
| 3  | Елунинский сельсовет     | село Елунино           | 2                             | ↘547             | 161,12        |
| 4  | Колыванский сельсовет    | село Колыванское       | 3                             | ↘1793            | 179,31        |
| 5  | Комсомольский сельсовет  | посёлок Комсомольский  | 3                             | ↘2665            | 184,80        |
| 6  | Лебяжинский сельсовет    | село Лебяжье           | 1                             | ↘925             | 234,08        |
| 7  | Новозоринский сельсовет  | посёлок Новые Зори     | 3                             | ↘3228            | 10,51         |
| 8  | Павловский сельсовет     | село Павловск          | 2                             | ↗14 073          | 341,16        |
| 9  | Павлозаводской сельсовет | посёлок Сибирские Огни | 3                             | ↗1565            | 171,15        |
| 10 | Прутской сельсовет       | посёлок Прутской       | 3                             | ↘2460            | 150,93        |
| 11 | Рогозихинский сельсовет  | село Рогозиха          | 2                             | ↘1059            | 122,90        |
| 12 | Стуковский сельсовет     | село Стуково           | 2                             | ↘1602            | 116,22        |
| 13 | Черёмновский сельсовет   | село Черёмное          | 2                             | ↘4241            | 82,26         |
| 14 | Чернопятовский сельсовет | село Чернопятово       | 2                             | ↘641             | 154,33        |
| 15 | Шаховский сельсовет      | село Шахи              | 1                             | ↘1737            | 81,12         |

### Населённые пункты
В Павловском районе 34 населённых пункта:
| №  | Населённый пункт        | Тип          | Население | Сельское поселение       |
| -- | ----------------------- | ------------ | --------- | ------------------------ |
| 1  | Арбузовка               | ж.д. станция | ↘815      | Арбузовский сельсовет    |
| 2  | Арбузовка               | село         | ↗280      | Колыванский сельсовет    |
| 3  | Боровиково              | село         | ↘350      | Павловский сельсовет     |
| 4  | Бурановка               | посёлок      | ↗824      | Бурановский сельсовет    |
| 5  | Елунино                 | село         | ↗823      | Елунинский сельсовет     |
| 6  | Жуковка                 | село         | ↗278      | Павлозаводской сельсовет |
| 7  | Касмала                 | село         | ↘52       | Чернопятовский сельсовет |
| 8  | Колыванское             | село         | ↘1338     | Колыванский сельсовет    |
| 9  | Комсомольский           | посёлок      | ↘1892     | Комсомольский сельсовет  |
| 10 | Красная Дубрава         | посёлок      | ↘257      | Рогозихинский сельсовет  |
| 11 | Красный Май             | посёлок      | ↗219      | Павлозаводской сельсовет |
| 12 | Лебяжье                 | село         | ↘925      | Лебяжинский сельсовет    |
| 13 | Малая Штабка            | посёлок      | ↘44       | Новозоринский сельсовет  |
| 14 | Молодёжный              | посёлок      | ↗249      | Колыванский сельсовет    |
| 15 | Моховое                 | село         | ↘24       | Новозоринский сельсовет  |
| 16 | Нагорный                | посёлок      | ↗66       | Прутской сельсовет       |
| 17 | Новые Зори              | посёлок      | ↘3172     | Новозоринский сельсовет  |
| 18 | Озёрный                 | посёлок      | ↗232      | Комсомольский сельсовет  |
| 19 | Павловск                | село         | ↘13 850   | Павловский сельсовет     |
| 20 | Посёлок имени Мамонтова | посёлок      | ↘120      | Арбузовский сельсовет    |
| 21 | Прутской                | посёлок      | ↗2534     | Прутской сельсовет       |
| 22 | Ракиты                  | разъезд      | →0        | Арбузовский сельсовет    |
| 23 | Рогозиха                | село         | ↘915      | Рогозихинский сельсовет  |
| 24 | Сараи                   | село         | ↗410      | Стуковский сельсовет     |
| 25 | Сибирские Огни          | посёлок      | ↗1097     | Павлозаводской сельсовет |
| 26 | Советский               | посёлок      | ↘109      | Арбузовский сельсовет    |
| 27 | Солоновка               | село         | ↗160      | Черёмновский сельсовет   |
| 28 | Стуково                 | село         | ↗1222     | Стуковский сельсовет     |
| 29 | Урожайный               | посёлок      | ↘463      | Комсомольский сельсовет  |
| 30 | Харьково                | село         | ↘4        | Прутской сельсовет       |
| 31 | Черёмное                | село         | ↘4085     | Черёмновский сельсовет   |
| 32 | Черёмно-Подгорное       | село         | ↗16       | Елунинский сельсовет     |
| 33 | Чернопятово             | село         | ↗620      | Чернопятовский сельсовет |
| 34 | Шахи                    | село         | ↘1737     | Шаховский сельсовет      |

Упразднённые населенные пункты:
- 2006 г. — разъезд Колыванский.

## Экономика
Основное направление экономики — сельское хозяйство. В районе расположены предприятия по переработке сельскохозяйственной продукции, лесозаготовке. На территории района выделено 145 крестьянских (фермерских) хозяйства, в основном зернового направления, за ними закреплено 19,4 тыс. га угодий, из них 17,5 тыс. га пашни. Значительные объёмы промышленной продукции в районе производятся следующими предприятиями: ОАО «Черёмновский сахарный завод», ООО «Содружество».

## Транспорт
Через район проходят две автодороги республиканского значения:
- Р380 Барнаул — Камень-на-Оби — Новосибирск,
- Павловск — Ребриха — Мамонтово.

## Социальная сфера
В районе имеется картинная галерея, музей истории района и 6 мемориальных парков.
На территории района расположены краевые государственные учреждения: Павловская специальная (коррекционная) общеобразовательная школа-интернат, Павловский психоневрологический интернат, Павловский детский санаторий.

## Герои Советского Союза
- Андреев, Георгий Федосеевич (1922—1945) — участник Великой Отечественной войны
- Березин, Иван Николаевич (1923—1944) — участник Великой Отечественной войны
- Голубев, Сергей Васильевич (1923—2007) — участник Великой Отечественной войны
- Загайнов, Степан Тарасович (1921—1945) — участник Великой Отечественной войны
- Исаков, Георгий Семёнович (1919—1944) — участник Великой Отечественной войны
- Конев, Борис Иванович (1914—1944) — участник Великой Отечественной войны
- Михайлов, Поликарп Михайлович (1909—1944) — участник Великой Отечественной войны
- Раевский, Григорий Николаевич (1911—1944) — участник Великой Отечественной войны
- Ощепков, Андрей Иванович (1922—1942) — участник Великой Отечественной войны
- Рассоха, Семён Николаевич (1914—1938) — участник сражений у озера Хасан
- Симинихин, Николай Ефимович (1922—1996) — участник Великой Отечественной войны